# Томас Батън
Сър Томас Батън (на английски: Thomas Button) е уелски офицер от Кралския военноморски флот и изследовател.

## Ранни години (ок.1575 – 1612)
Роден е около 1575 година в Уелс, четвърти син в семейството на Майлс Бътън и съпругата му Маргарет Люис. Жени се за Мери, дъщеря на сър Уолтър Райс от Кармартъншър.
Малко се знае за военната му кариера. Постъпва в Кралския флот през 1588 – 89 г. През 1602 плава като капитан на кораба „Wylloby“ до Западни Индии.

## Експедиционна дейност (1612 – 1613)
През 1612 – 1613 предприема експедиция с официална цел – търсене на изоставените моряци на Хенри Хъдсън и неофициална – търсене на т.нар. Северозападен проход. В тази експедиция участва и известният по-късно със своите две плавания през 1615 и 1616 Робърт Байлот.
През май 1612 отплава от Англия с два кораба като открива остров Резолюшън (61°35′ с. ш. 64°50′ з. д. / 61.583333° с. ш. 64.833333° з. д.), южното крайбрежие на остров Саутхамптън (29 юли 1612), остров Коутс (29 юли 1612, 62°36′ с. ш. 82°58′ з. д. / 62.6° с. ш. 82.966667° з. д.), част от западния бряг на Хъдсъновия залив между 60º 40` и 63º с.ш., в т.ч. залива Батън (58º 45` с.ш.), на 57º с.ш. – устието на река Нелсън. След сравнително благоприятно зимуване в устието на Нелсън, по време на което ледовете разрушават един от корабите му през юли 1613 продължава на север покрай западния бряг на Хъдсъновия залив и открива устието на река Чърчил, южния вход на протока Рос-Уелкъм (отделящ остров Саутхамптън от континента) и остров Мансел (62°01′ с. ш. 79°47′ з. д. / 62.016667° с. ш. 79.783333° з. д.), на 29 юли достига до 65º с.ш. и през септември се завръща в Англия.

## Следващи години (1613 – 1634)
След завръщането си е приет от английския крал Джеймс I, който го удостоява с рицарско звание, като за изчезналите безследно Хенри Хъдсън и неговите спътници никой не си спомня и както става ясно никой не упреква Батън за това, че не е направил нищо за тяхното търсене.
По-нататъшната кариера на Томас Батън продължава в Кралския военноморския флот, като в края на живота си става адмирал.

## Памет
Неговото име носи:
- залив Батън (58°45′ с. ш. 94°24′ з. д. / 58.75° с. ш. 94.4° з. д.) на задното крайбрежие на Хъдсъновия залив.